# 若萩
若萩（わかはぎ）は、千葉県印西市の町丁。現行行政地名は若萩一丁目から若萩四丁目。郵便番号270-1609。

## 地理
北は萩原、北東は荒野、東は松虫、南東は美瀬、南は舞姫、南西は萩原、西は荒野に隣接している。

## 歴史
- 2013年（平成25年）6月24日 - 滝野及び若萩の一部において、字の区域及び名称の変更を実施する[4][5][6]。

### 町名の変遷
| 実施後     | 実施年月日    | 実施前（各大字とその一部） |
| ---------- | ------------- | -------------------------- |
| 若萩一丁目 |               | -                          |
| 若萩二丁目 |               | -                          |
| 若萩二丁目 | 2013年6月24日 | 荒野字谷峠の一部           |
| 若萩二丁目 |               | -                          |
| 若萩四丁目 |               | -                          |

## 世帯数と人口
2017年（平成29年）10月31日現在の世帯数と人口は以下の通りである。
| 丁目       | 世帯数  | 人口    |
| ---------- | ------- | ------- |
| 若萩一丁目 | 442世帯 | 1,256人 |
| 若萩二丁目 | 265世帯 | 822人   |
| 若萩三丁目 | 222世帯 | 678人   |
| 計         | 929世帯 | 2,756人 |

## 小・中学校の学区
市立小・中学校に通う場合、学区は以下の通りとなる。
| 丁目       | 番地 | 小学校                 | 中学校             |
| ---------- | ---- | ---------------------- | ------------------ |
| 若萩一丁目 | 全域 | 印西市立いには野小学校 | 印西市立印旛中学校 |
| 若萩二丁目 | 全域 | 印西市立いには野小学校 | 印西市立印旛中学校 |
| 若萩三丁目 | 全域 | 印西市立いには野小学校 | 印西市立印旛中学校 |
| 若萩四丁目 | 全域 | 印西市立いには野小学校 | 印西市立印旛中学校 |

## 施設

### 一丁目
- 東京ガス萩原整圧器室

### 二丁目
- いにはの森公園

### 三丁目
- 印西市立いには野小学校
- 若萩の丘公園

### 四丁目
- 北総水道センター
- 萩原公園

## 交通

### 鉄道
- 北総鉄道北総線
  - 印旛日本医大駅

### 道路
- 国道
  - 国道464号
  - 北千葉道路